# Wechselschloss

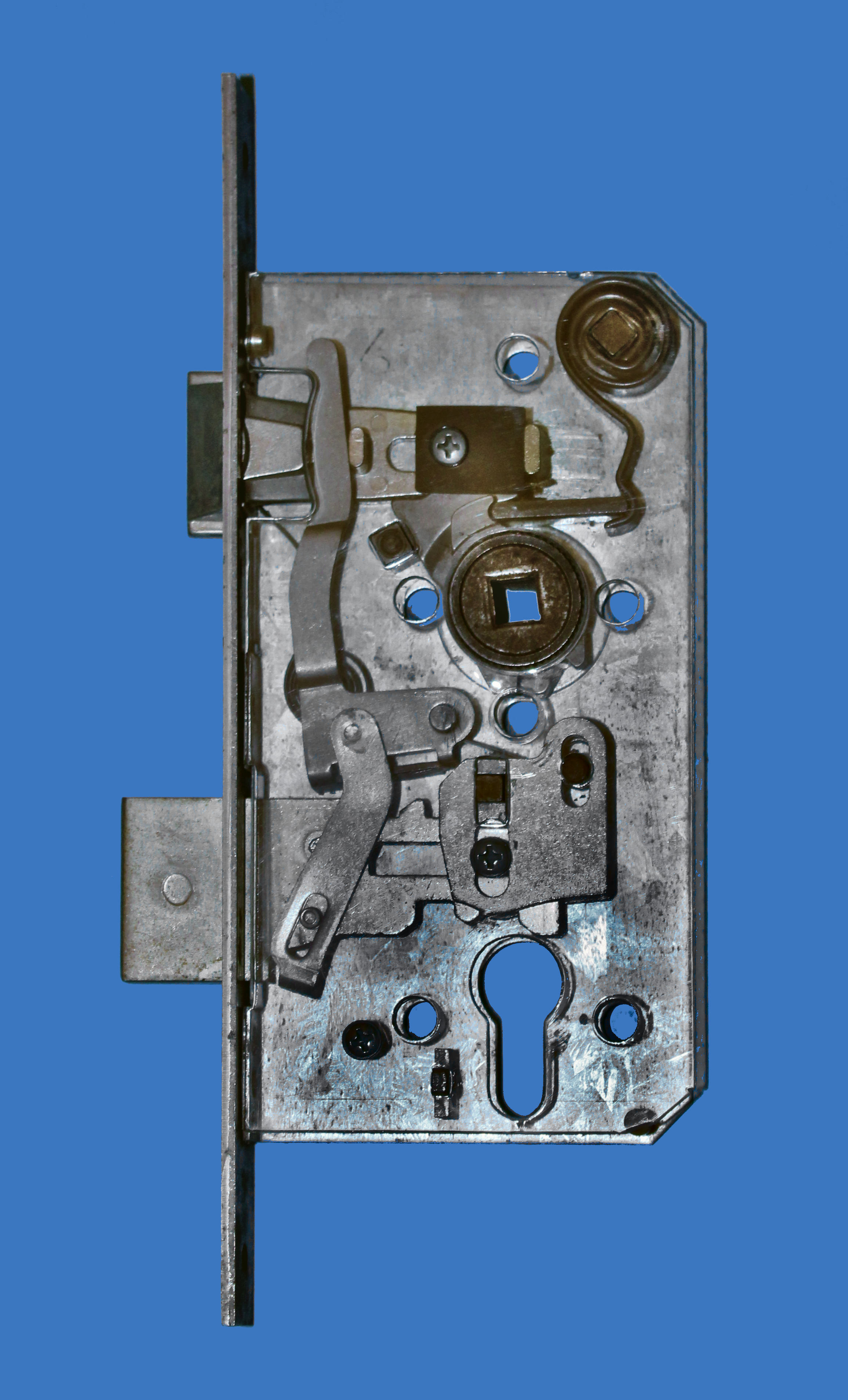
Geöffnetes Einsteckschloss – auf der linken Seite ist der Wechsel sichtbar: ein längliches, stabförmiges und hier zweiteiliges Bauteil mit mittigem Gelenk. Wenn die Nase (der Mitnehmer) des (auf dem Bild nicht eingesetzten) Schließzylinders nach zweimaligem Drehen des Schlüssels den Riegel vollständig nach rechts befördert hat, dann hat sich zugleich auch der untere Teil des Wechsels so weit nach rechts bewegt, dass die Nase bei der nächsten Umdrehung von unten gegen den Wechsel stößt. Der untere Teil des Wechsels gibt den Impuls über das Gelenk an den oberen Teil weiter. Aufgrund des zweiten Gelenks, an dem der obere Teil gelagert ist, dreht dieser sich dabei nach rechts. Da das oberste Ende des Wechsels in der Falle eingeklinkt ist, bewegt sich die Falle ebenfalls nach rechts und gibt die Tür frei.

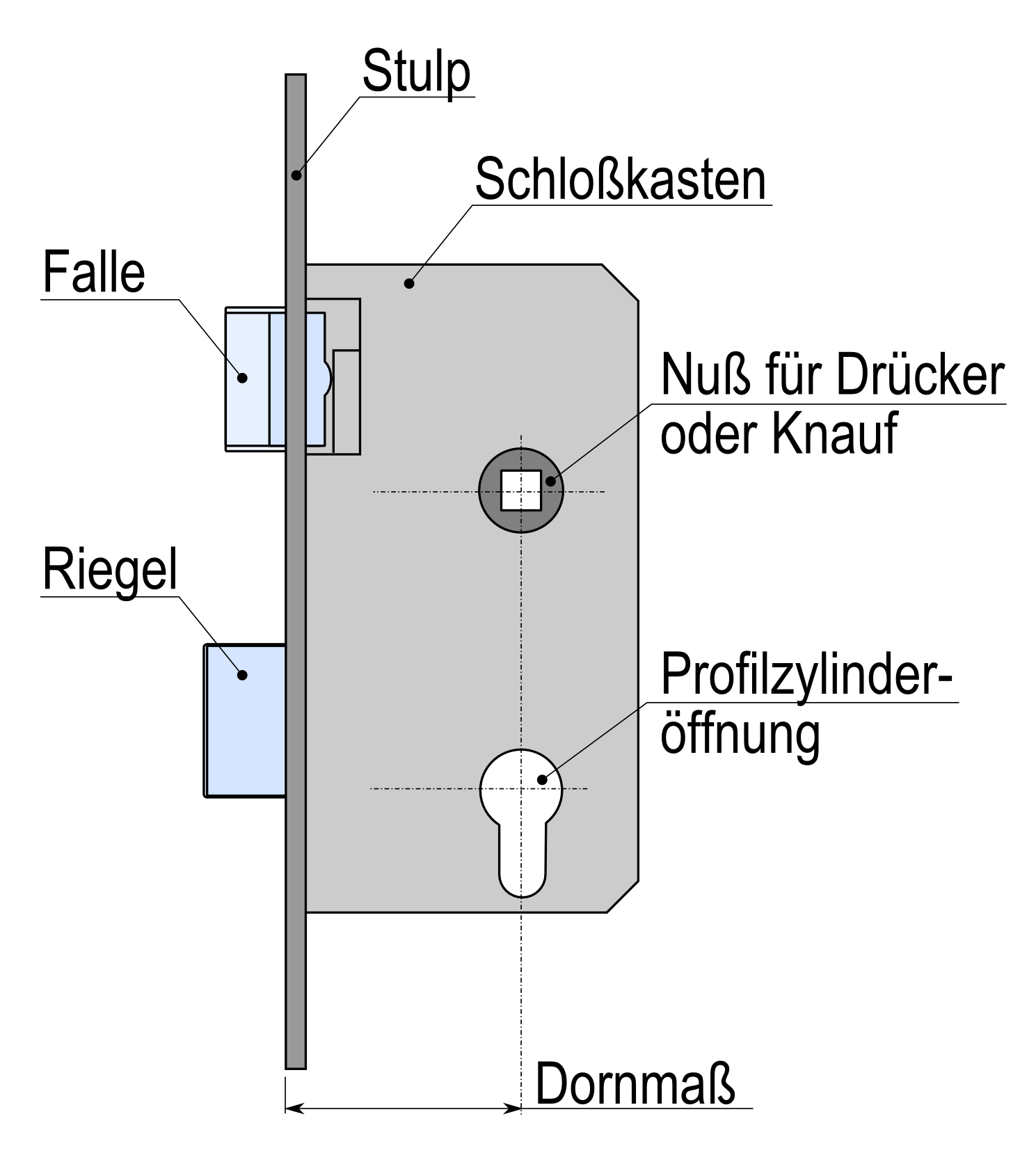
Die Bezeichnung der Teile eines Einsteckschlosses. Die meisten modernen Einsteckschlösser haben die Funktion eines Wechselschlosses.

Ein Wechselschloss ist ein Türschloss, dessen Schlossfalle mit dem Schlüssel betätigt werden kann (Wechselfunktion nach DIN 18 251-1); dadurch ist zum Öffnen der Tür keine Klinke notwendig.
Wenn der ausgefahrene Riegel durch das Drehen des Schlüssels vollständig ins Schloss zurückgezogen wurde, „wechselt“ der Schlüssel seine Funktion, und er zieht nun zusätzlich auch die Falle zurück.
Wohnungs- und Haustüren werden an der Außenseite überwiegend nicht mit einer Klinke, sondern mit einem fest montierten Knauf versehen, damit die Türe auch dann nicht von außen geöffnet werden kann, wenn sie lediglich ins Schloss gefallen und nicht verriegelt worden ist. Die Türe muss mit einem Wechselschloss ausgerüstet werden, um sie von außen alleine mit dem Schlüssel öffnen zu können.
Es besteht hier allerdings die Gefahr, dass sich die Türe nicht mehr von außen öffnen lässt, wenn ein Schlüssel innen stecken gelassen wurde und die Tür ins Schloss fällt. Normale Schließzylinder verhindern das vollständige Einführen des Schlüssels, wenn auf der anderen Seite bereits ein Schlüssel steckt.
Es sollte daher darauf geachtet werden, einen Doppelzylinder zu verwenden, der über eine Gefahrenfunktion verfügt. Hier ist das Betätigen des Wechselschlosses auch dann möglich, wenn auf der entgegengesetzten Seite ein Schlüssel steckt.

## Bezeichnungen der Einzelteile
Ein Vierkantstift dient der Kraftübertragung von der Türklinke zur Drückernuss. Er wird auch Dornstift oder Drückerdorn genannt.
Wenn der Vierkantstift eines Wechselschlosses lediglich von einer Seite aus betätigt wird, muss er nicht unbedingt über die Drückernuss hinaus bis zur gegenüberliegenden Seite des Türblatts reichen. Er kann einseitig am Türgriff befestigt werden und mit diesem zusammen ins Türschloss geschoben werden.

In den meisten Fällen wird jedoch ein durchgehender Stift verwendet, der bis in den Knauf auf der gegenüberliegenden Seite reicht und dort frei drehbar gelagert wird. 
 In diesem Fall kann eine lediglich ins Schloss gefallene Tür geöffnet werden, indem man den äußeren Griff abschraubt und den Vierkant mit einer Zange fasst und dreht. Dies kann zwar willkommen sein, wenn die Tür versehentlich zugefallen ist, erleichtert andererseits aber auch Einbrüche. Verhindern lässt sich dies durch die Verwendung spezieller Wechselstifte (siehe unten) oder spezieller Beschläge, die sich von außen nicht abschrauben lassen.  
Der spezielle Stift eines Wechselschlosses wird auch Wechselstift genannt. Es gibt besondere Modelle, die von innen eingesteckt und befestigt werden, so dass gar kein durch die Tür reichendes Bohrloch vorhanden sein muss. Diese speziellen Stifte können dann auch nicht von außen gefasst und gedreht werden (siehe oben). 
Türbeschläge, die außenseitig keine Türklinke besitzen und darum alleine durch Verwendung des Schlüssels geöffnet werden können, werden auch als Wechselgarnitur bezeichnet. Eine Wechselgarnitur besteht beispielsweise aus zwei Türschilden, einem Türknauf und einer Türklinke, welche in diesem Fall auch Wechseldrücker genannt wird.

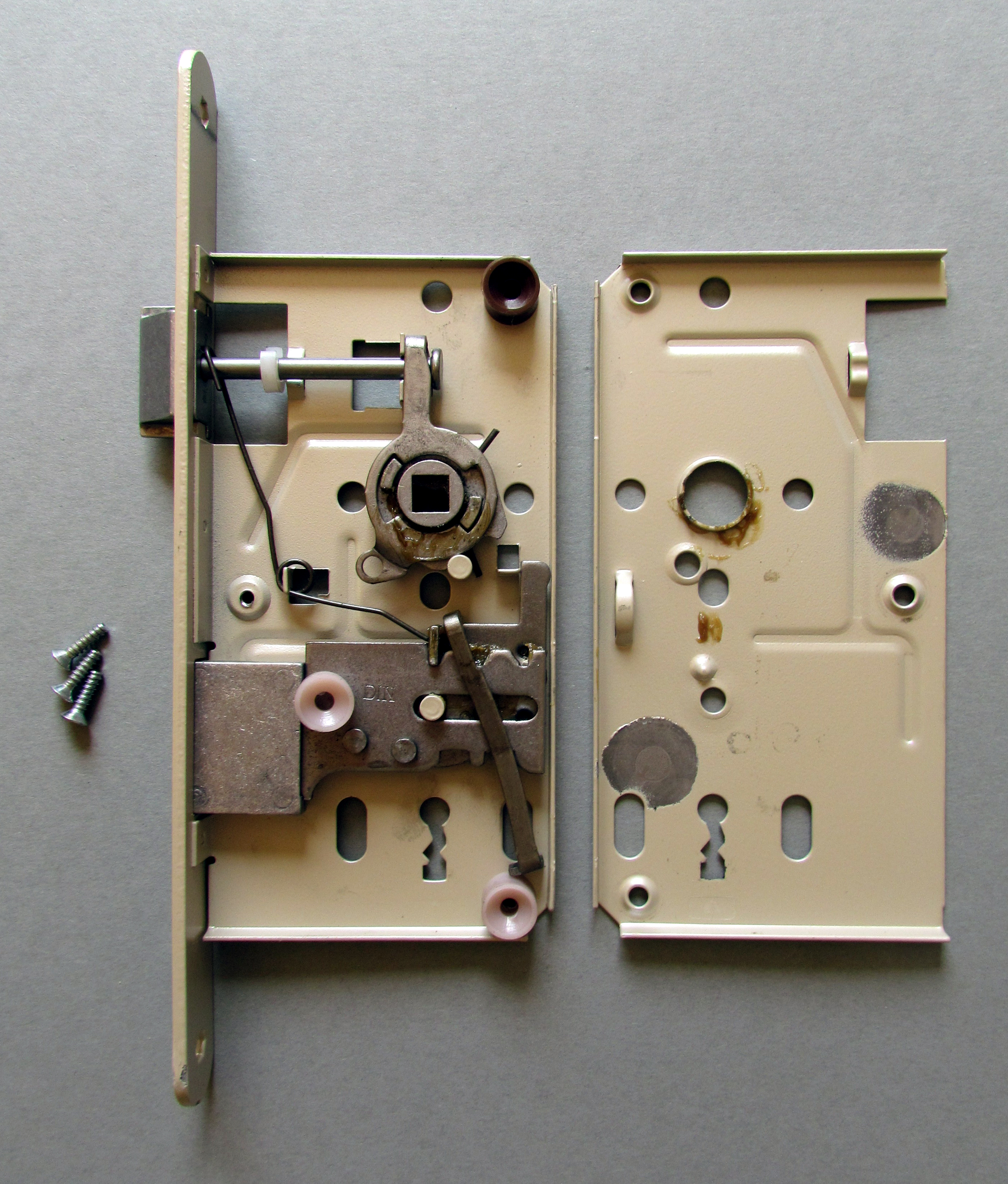
Einsteckschloss ohne Wechsel